# Ничипорівка
Ничи́порівка — село в Україні, у Яготинській міській громаді Бориспільського району Київської області. Населення становить 1160 осіб.

## Історія
Засноване у 1655 році.
Село є на мапі 1812 року.
1859 року - 182 двори, 1265 жителів.
На початку 1930-х років входило до складу Пирятинського району Полтавської області.
Село постраждало від колективізації та Голодомору — геноциду радянського уряду проти української нації. У 1930 році було створено колгосп імені Артема, до якого вступило 50 дворів селян бідної та середньої верств. Після кампанії конфіскації продовольства у селі голодною смертю загинуло 59 осіб. Поховані жертви Голодомору на сільському кладовищі, де з ініціативи Ничипорівської сільської ради у 1997 році встановлено пам’ятний знак.

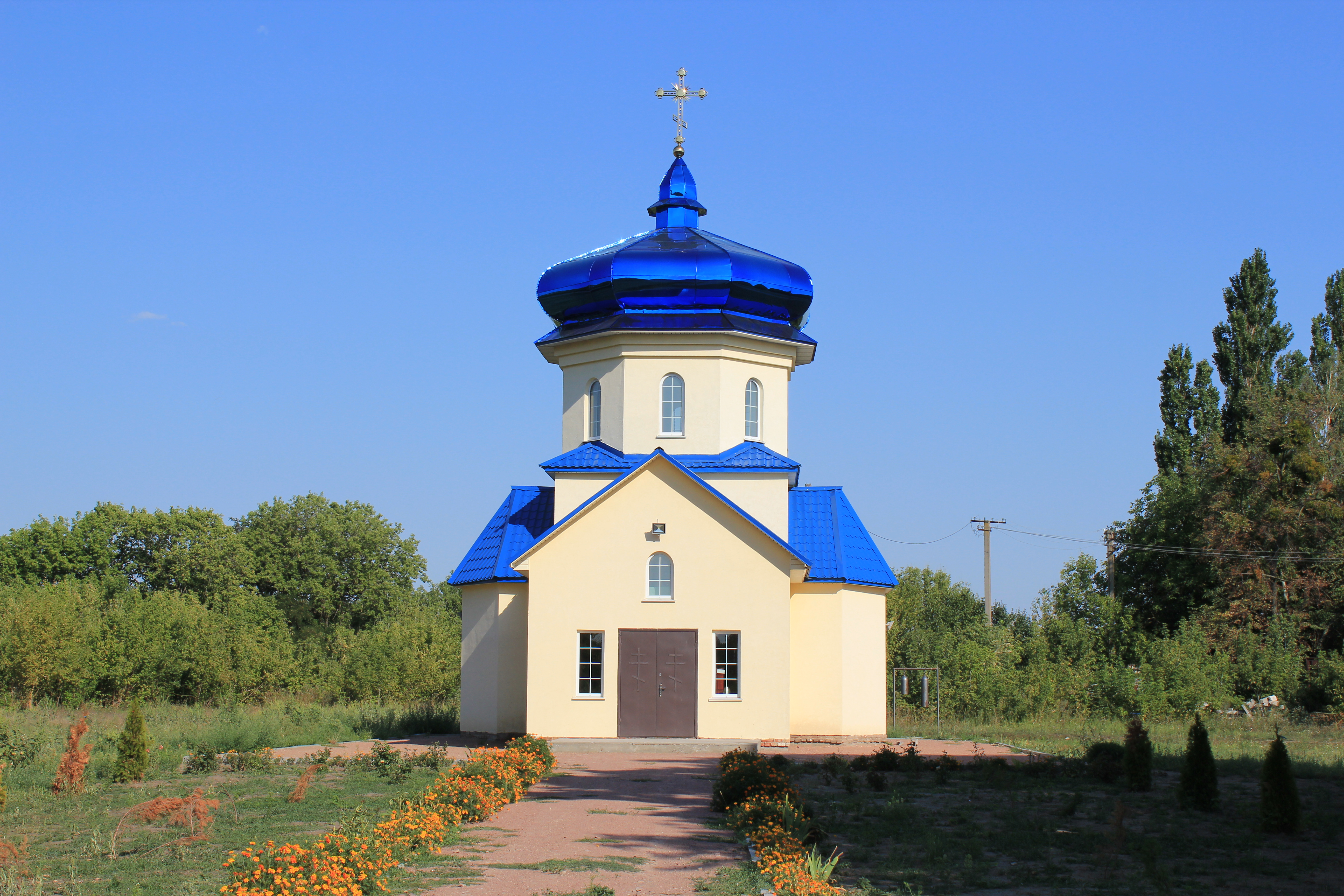
Храм на честь Покрови Божої Матері

12 жовтня 2016 року митрополит Переяслав-Хмельницький і Білоцерківський Епіфаній в Ничипорівці звершив освячення новозбудованого храму на честь Покрови Божої Матері.

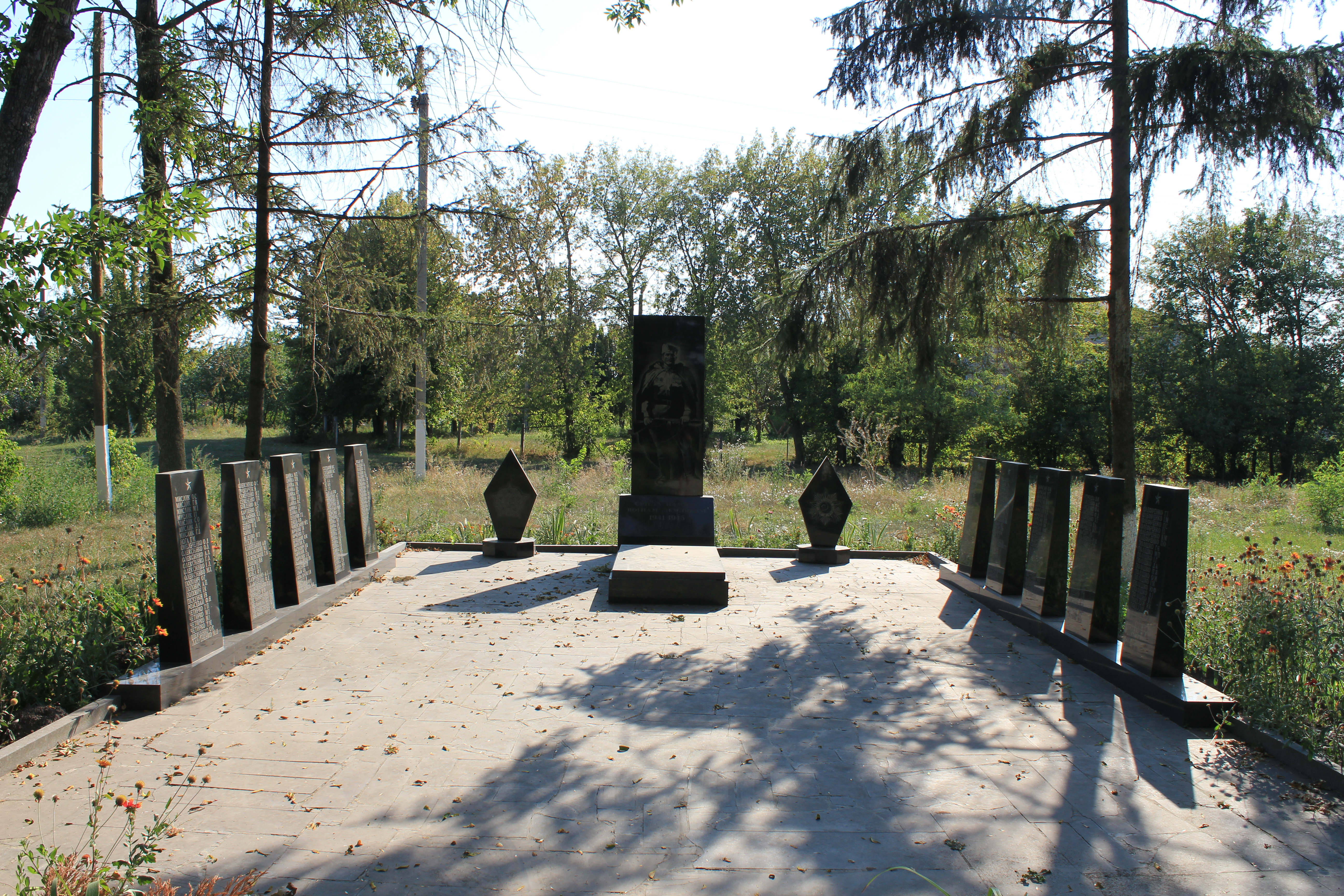
Братська могила воїнів Радянської Армії і пам'ятник воїнам-односельцям

## Населення

### Мова
Розподіл населення за рідною мовою за даними перепису 2001 року:
| Мова       | Кількість | Відсоток |
| ---------- | --------- | -------- |
| українська | 1109      | 95.60%   |
| російська  | 39        | 3.36%    |
| білоруська | 12        | 1.04%    |
| Усього     | 1160      | 100%     |

## Відомі особистості
Народилися
- Бобир Андрій Матвійович (нар. 13 грудня 1915 — 1994) — співак-бандурист, диригент, педагог. Народний артист України (1986).
- Грабовська Ганна Федорівна (нар. 1944) — українська майстриня художньої вишивки.